# Clássico Tradição
Clássico Tradição é o clássico entre as equipes do Botafogo Futebol Clube de João Pessoa e o Treze Futebol Clube de Campina Grande. É um dos clássicos de maior rivalidade no estado da paraíba e também um dos mais antigos, sendo disputado desde o ano de 1939.
Botafogo e Treze já decidiram 12 vezes o campeonato paraibano, entre finais de campeonato, quadrangular final, pontos corridos ou campeão de forma direta através de turnos. Sendo que o Botafogo venceu em sete oportunidades, nos anos de 1968, 1969, 1986, 1988, 1999, 2013 e 2017. O Treze venceu em cinco vezes, nos anos de 1940, 1950, 1989, 2000, 2006 e 2010. Os dois times são considerados campeões paraibanos de 1975.
Em 1 de abril de 2021, os dois clubes se enfrentaram pela primeira vez fora do estado da Paraíba: vitória trezeana por 1 a 0 (Copa do Nordeste), no Estádio Boca do Jacaré, em Taguatinga-DF.

## Estatísticas
| Estatísticas         |     |
| Número de jogos      | 309 |
| Vitórias do Treze    | 136 |
| Vitórias do Botafogo | 105 |
| Empates              | 114 |
| Gols do Treze        | 396 |
| Gols do Botafogo     | 369 |

Primeira Partida: Botafogo 1 X 8 Treze - Campeonato Paraibano, 20/08/1939, Estádio do Cabo Branco
Última partida: Botafogo 0 X 2 Treze - Campeonato Paraibano de Futebol, 13/03/2024, Estádio Almeidão